# エンド・オブ・キングダム
『エンド・オブ・キングダム』（原題: London Has Fallen）は、2016年のアメリカ合衆国のアクション映画。ババク・ナジャフィ監督、ジェラルド・バトラー主演・製作。2013年の映画『エンド・オブ・ホワイトハウス』の続編。同時多発テロが発生したロンドンを舞台に訪英中のアメリカ合衆国大統領を護るために奔走するシークレットサービスを描いている。

## ストーリー
アメリカ合衆国は、世界各国でテロを扇動している武器商人のアミール・バルカウィに対するドローン攻撃を行った。
2年後、ベンジャミン・アッシャー大統領のシークレットサービス隊長であるマイク・バニングは妻リアの出産を前に、危険な今の仕事を辞めようと考えていた。
そのおり、イギリス首相のジェームズ・ウィルソンが急逝したとの一報がホワイトハウスに入る。大統領は他の主要国首脳も参列する葬儀に出席するためにシークレットサービス隊長マイク・バニング、シークレットサービス長官のリン・ジェイコブズと共にロンドンへ渡る。
厳重な警戒体勢が敷かれているロンドンだったが、葬儀会場のセント・ポール大聖堂に向かっていたカナダ首相とその妻を乗せた車が突如、爆発した。同時に各国の首脳も警官や救急隊、近衛兵に紛れていたバルカウィの手下らによって一斉に攻撃を受ける。バニング、ジェイコブズと大統領も攻撃を受け、応戦しつつセント・ポール大聖堂から車で逃走する。追跡してくる敵と銃撃戦を繰り広げた末、大統領専用ヘリコプターに乗り込み空港へ向かう。しかし、今度はロンドン上空でビルの屋上にいたテロリストから、スティンガーミサイルによる攻撃を受ける。マリーンワンは墜落し、ジェイコブズは致命傷を受けて死亡する。バニングと大統領は追っ手の追跡を受けながら、ロンドン地下鉄チャリングクロス駅へと逃げ込む。
テロリストの攻撃によりロンドン中心部は停電となり通信機能もダウンする。ホワイトハウスにバルカウィからの脅迫メッセージが届く。また、死亡した英国首相の検死の結果、体内から毒物が検出され、その死はロンドンに世界の指導者たちを集めるための罠であったことが判明する。バニングと大統領は、MI6のエージェントであるジャクリーン・マーシャルの隠れ家に到着する。彼らは、隠れ家に救出チームが向かっているという、トランブル副大統領からのメッセージを受信する。
セキュリティカメラが武装した人影を映した。しかしバニングは彼らが救出チームではなくテロリストであることに気づく。ジャクリーンはテロリストに通じている内部協力者を突き止めるために、スコットランドヤードへ向かう。バニングと大統領は、車で米国大使館に向かうが、テロリストが運転していたゴミ収集車に衝突され、大統領はテロリストに拉致されてしまう。バニングはデルタフォースとSAS混成の救出チームに合流する。
アミールの息子カムラン・バルカウィは大統領の処刑を全世界にネットで実況中継しようとしていた。その処刑の舞台となるビルにバニングと救出チームは突入する。大攻防戦の末バニングは大統領を救出し、爆破したビルからの脱出に成功した。
ジャクリーンは監視カメラシステムを復活させ、MI5長官がバルカウィに協力していたことを突き止めて殺した。バニングが入手したバルカウィ側の衛星電話からアミールの正確な居所が判明し、トランブルは再度アミールにドローン攻撃を仕掛けて完全殲滅に成功した。
2週間後、バニングは家に戻り妻と生まれたばかりの子供と過ごす。子供は亡きジェイコブスと同じリンと名づけた。トランブルのTV演説で子供たちや孫たちのため世界を良くしなければという言葉を聞き、辞意を翻す。

## キャスト
※括弧内は日本語吹替
- マイク・バニング - ジェラルド・バトラー（宮内敦士）

大統領警護隊長。ベンジャミンとは立場を超えた友人で互いの信頼は厚い。既婚者で妻は妊娠しており、退職を検討している。
- ベンジャミン・アッシャー - アーロン・エッカート（井上和彦）

大統領。正義感が強い。テロリストに命を狙われている。
- アラン・トランブル - モーガン・フリーマン（坂口芳貞）

副大統領。釣り好き。ホワイトハウスから作戦を指示する。
- リン・ジェイコブス - アンジェラ・バセット（斉藤貴美子）

シークレットサービス長官。マイクとは長年の付き合いで生まれてくる子供の名付け親を頼まれている。
- エドワード・グレッグ- ロバート・フォスター（西村知道）

将軍。
- DC・メイソン - ジャッキー・アール・ヘイリー（石原辰己）

次席補佐官。
- ルース・マクミラン - メリッサ・レオ（佐藤しのぶ）

国防長官。
- レイ・モンロー - ショーン・オブライアン（英語版）（豊富満）

国家安全保障局副長官。
- リア・バニング - ラダ・ミッチェル（湯屋敦子）

マイクの妻。
- ジャクリーン・マーシャル - シャーロット・ライリー（英語版）（橘凜）

MI6捜査官。スパイとして有能。マイクと面識がある。
- アミール・バルカウィ - アロン・モニ・アブトゥブール（森功至）

武器商人。テロ活動の黒幕。G8の攻撃によって娘を失った過去がテロ活動の動機になっている。
- ヴォイト - マイケル・ワイルドマン (豊富満)

特別警護官。
- ブロンソン - アンドリュー・プレビン（英語版） (さかき孝輔)

特別警護官。
- ドリス - デボラ・グラント (佐藤しのぶ)

リアの母親。
- カムラン・バルカウィ - ワリード・ズエイター（英語版）（中尾一貴）

アミールの息子。父と同じく、家族を殺された恨みからテロを行う。
- ジョン・ランカスター - パトリック・ケネディ（今村一誌洋）

MI5長官。
- ケビン・ハザード - コリン・サーモン（さかき孝輔）

総監。副大統領と連絡を取り合い、バルカウィの逮捕に奔走する。
- レイトン・クラークソン - ガイ・ウィリアムズ（宮本淳）

後任首相。
- ローズ・ケンター - ペニー・ダウニー  (佐藤しのぶ)

内務長官。
- アグネス・ブルックナー - ナンシー・ボールドウィン (佐藤しのぶ)

ドイツ首相。
- ジャック・メナール - フィリップ・ディランシー (関雄)

フランス首相。
- ロバート・ボウマン - ナイジェル・ホイットメイ (石原辰己)

カナダ首相。
- ブラウン・ボウマン - ジュリア・モンゴメリー (湯屋敦子)

カナダ首相夫人。
- アントニオ・ガスト - アレックス・ジャンニーニ (宮本淳)

イタリア首相。
- ヴィヴィアナ・ガスト - エルザ・モリアン (橘凛)

イタリア首相夫人。
- 中島勉（本編のクレジットでは"TSUTOMU NAKUSHIMA"）日本首相 - 早乙女ツワユキ (西村知道)
- スルタン - マハディ・ザハビ（英語版）（関雄）
- ラザ - アデル・バンシェリフ（フランス語版）（中務貴幸）

カムランの弟。
- ウィル・デイヴィス - ブライアン・ラーキン（英語版）（渡邉隼人）

SAS隊長。
- ニュースキャスター - ローレンス・オドネル (ノンクレジット) (石原辰巳)
- 女性 - 寺依沙織

## 製作

### スタッフ
- 監督：ババク・ナジャフィ
- 脚本：クレイトン・ローテンベルガー、ケイトリン・ベネディクト、クリスチャン・グーデガスト、チャド・セント・ジョン
- 原案：クレイトン・ローテンベルガー、 ケイトリン・ベネディクト
- 製作：マーク・ギル（英語版）、ジョン・トンプソン、マット・オトゥール（英語版）、レス・ウェルドン、ジェラルド・バトラー、アラン・シーゲル（英語版）
- 撮影：エド・ワイルド
- 美術：ジョエル・コリンズ
- 編集：ポール・マーティン・スミス、マイケル・ドゥーシー
- 衣裳：ステファニー・コーリー
- 音楽：トレヴァー・モリス（英語版）

### 撮影
今作も前作同様に大部分の爆破銃撃シーンがVFX合成で作成された。今作ではヨーロッパを拠点とする「Worldwide FX」「Baseblack」「Peerless」がVFXを担当している。
撮影は全編RED Epic Dragonを使用した。